# Gnophomyia tricornis
Gnophomyia tricornis is een tweevleugelige uit de familie steltmuggen (Limoniidae). De soort komt voor in het Neotropisch gebied.